# Andrea Geyer
Andrea Geyer (* 1971 in Freiburg im Breisgau) ist eine deutsche Künstlerin, die mit den Medien Fotografie, Videokunst und Text in Form von Installationen konzeptuell arbeitet.

## Leben
Andrea Geyer nahm von 1991 bis 1992 an einem Grundstudium Malerei an der „Freie Kunstakademie, Stuttgart“ teil. von 1992 bis 1994 studierte sie Fotografie, Film, Design an der Fachhochschule Braunschweig. Ihr Studium der Freien Kunst bei Dörte Eissfeldt und Birgit Hein an der Hochschule für Bildende Künste Braunschweig (HBK) schloss sie 1998 mit Auszeichnungen ab. Geyer nahm 1999/2000 am Independent Study Program des Whitney Museum of American Art in New York City teil. Sie ist Assistant Professor of Fine Arts an der Parsons The New School for Design in New York. Sie lebt und arbeitet in Freiburg und seit 1996 in New York.

## Werk

### Comrades of Time (2011)
Der Titel der neuen Arbeit „Comrades of Time“ nimmt Bezug auf einen Text des Kunst- und Medientheoretikers Boris Groys, in dem dieser den Begriff des Zeitgenossen interpretiert als einen Genossen der Zeit, der nicht in, sondern mit der Zeit ist. In Geyers Arbeit formiert sich eine Gruppe junger Frauen, die einen Schreibtisch teilen und die im Groysschen Sinne zeitgenössisch oder „Comrades of Time“ sind.
Für „Comrades of Time“ hat die Künstlerin gemeinsam mit sieben, jungen New Yorker Schauspielerinnen die Bedeutung historischer Textpassagen von Künstlerinnen, Architektinnen, Schriftstellerinnen, Philosophinnen und politischen Organisatorinnen aus den bewegten Jahren der Weimarer Republik erarbeitet.
Reden, Briefe und Essays, datiert zwischen 1916 und 1941, sind die Grundlage für sieben konzentrierte Monologe, die Geyer zusammengestellt und verfasst hat und die ihre Protagonistinnen in separaten Videos sprechen oder vielmehr verkörpern. Ihre Stimmen oszillieren zwischen Reflexion und Prophezeiung, während sie über die politische Situation sprechen, die sie umgibt. Die Weimarer Republik, die durch die Arbeit wie ein Echo hallt, war eine Ära der kollektiv erweckten Vorstellungskraft aller Teile der Gesellschaft. Während extremistische Bewegungen sich zu formieren und aufzubauen drohten, versuchten die neuen Kräfte der jungen Republik, die Menschen zu mobilisieren, indem sie an ihren Verstand und ihre Verantwortung für die Gemeinschaft appellierten.
Durch die Verschiebung der vorliegenden Texte in die heutige Zeit, wird die lineare Verbindlichkeit von Geschichte aufgebrochen und die Erfahrung von historischer Zeit in die Jetztzeit verlagert. Wie in vorangegangenen Werkserien inszeniert Andrea Geyer mit „Comrades of Time“ eine aktive Form des Erinnerns im Hier und Jetzt, abstrahiert vom jeweiligen historischen Kontext. Eine Geste, die man wörtlich als Vergegenwärtigung verstehen kann, die gleichzeitig Nähe schafft und Distanz bewusst macht.

### Criminal Case 40/61: Reverb (2009)
Criminal Case 40/61: Reverb beschäftigt sich mit dem Eichmann-Prozess, bei dem der Gerichtsraum zu einer weltweit beobachteten Bühne für Auseinandersetzungen über Justiz, Wahrheit und Geschichte wurde. Von nur einem Schauspieler werden hier sechs Charaktere verkörpert, die aus unterschiedlichen Perspektiven – als Angeklagter, Richter oder Journalist – den Verlauf des Prozesses schildern.

### Audrey Munson Project (2008)
Das „The Audrey Munson Project 2008“ dreht sich um das Leben einer von der Geschichte vergessenen Frau, die aus einfachen Verhältnissen zu einem der bedeutendsten Künstlermodellen des frühen 20. Jahrhunderts emporstieg.
Audrey Munson hinterließ neben ihrem in Stein gefassten Körper eine Serie von Zeitungsartikeln, in denen die junge Frau über die Diskriminierung von Künstlermodellen philosophiert und deren Anerkennung einfordert.
Andrea Geyer kontextualisiert davon ausgehend in ihrem Buch Queen of the Artists’ Studio: The Story of Audrey Munson die Geschichte Munsons visuell und textuell in der Frauenrechts- und Arbeiterbewegung des jungen New Yorks. Aus demselben Material entwickelte Andrea Geyer darüber hinaus kleinere Gruppen von Arbeiten, wovon zwei in der Ausstellung gezeigt werden. Intaglio. Audrey Munson zeigt zehn – hinter einem gravierten Glass – gerahmte Fotografien von Statuen in New York City für die Munson posierte, so dass Bilder der frühen Frauenrechtsbewegung wie ein Schatten über den Skulpturen liegen.
Companions of Exile. St. Lawrence State Hospital for the Insane, Ogdensburg, New York umfasst zwölf Fotografien von Bäumen innerhalb der Anstalt, in der Munson die zweite Hälfte ihres Lebens verbringen musste. Gleichfalls hinter graviertem Glas gerahmt, erzählt hier ein poetischer Text von den fragwürdig konstruierten Grenzen zwischen Wahnsinn und Normalität, mit denen sich vor allem Frauen bis zum heutigen Tage konfrontiert sehen.

### Spiral Lands (2007)
Die auf der Documenta 12 2007 in Kassel gezeigte Installation Spiral Lands / Chapter 1 besteht aus siebzehn gerahmten Fotografien von jeweils 70 × 175 cm Größe und zwei gerahmten Fotografien von je 70 × 230 cm Größe sowie einem Begleittext. Die klassisch wirkenden Schwarzweißfotografien zeigen, in bühnenartiger Darstellung, die weiten Landschaften der umkämpften Gebiete der amerikanische Ureinwohner. Sie lehnen sich formal an die traditionellen Landschaftsdarstellungen eines Ansel Adams an und kontrastieren zu der zeitgenössischen amerikanischen Landschaftsfotografie eines William Eggleston.
Mit einem fortlaufenden Text, der historische und zeitgenössische Zitate, Dokumente und Verträge mit der Erzählung eines imaginären Ich-Erzählers kombiniert, erhalten die Motive eine politische Dynamik. Sie werden nicht in historischer Ferne, sondern in der aktuellen politischen Situation verortet. Im Zentrum des Werks steht der Wunsch nach einer Kulturpolitik, die nicht auf kultureller Anerkennung und Liberalismus beruht, sondern auf sozialer Gerechtigkeit. 2008 erschien das Buch Spiral Lands / Chapter 1.
In Spiral Lands / Chapter 2 untersucht Andrea Geyer die Rolle der Wissenschaft bei der Konstruktion von Geschichte und Identität. Im Mittelpunkt steht der Forscher und/oder Ethnologe. Während in Chapter 1 der subjektive Standpunkt zu Wort kommt, ist es nun die scheinbar objektive Stimme des Gelehrten. Als Präsentationsform wurde eine Diaprojektion mit der Tonspur eines Vortrages gewählt. Die Betrachter nimmt auf Stühlen vor einer Leinwand Platz und der Text der Wissenschaft wird vorgetragen.

## Einzelausstellungen
- 2010: Spiral Lands / Chapter 1 / Chapter 2 / Chapter 3 (mit Simon J. Ortiz), Argos Center for Art and Media, Brüssel
- 2009: Andrea Geyer - Sharon Hayes, Göteborgs Konsthall. Göteborg, Schweden und Kunstmuseum St. Gallen
- 2008: 9 Scripts from a Nation at War. Tate Modern, L2 Gallery, London (zusammen mit Sharon Hayes, Ashley Hunt, Katya Sander, David Thorne)
- 2004: Parallax, Kunstverein St. Gallen im Katharinen, St. Gallen
- 2003: Andrea Geyer, Secession, Wien
- 2000: Project space, P.S.1 Contemporary Art Center, Long Island City (mit Sharon Hayes)

## Ausstellungsbeteiligungen
- 2010: Push and Pull, Museum der Modernen Kunst, Wien
- 2010: 29. Biennale von São Paulo, São Paulo
- 2008: T2-50 Moons of Saturn, Torino Triennale. Castello di Rivoli Museo d’Arte Contemporanea, Turin
- 2007: documenta 12, Kassel
- 2005: Be what you want but stay where you are, Witte de With, Rotterdam
- 2005: Regierungen. Paradiesische Handlungsräume, Secession, Wien
- 2004: How do we want to be governed? (figure and ground), Miami Art Central
- 2004: Teasing Mind, Kunstverein München, München
- 2003: The American Effect, Whitney Museum of American Art, New York
- 2002: On Route, Serpentine Gallery, London
- 2002: Manifesta 4, Frankfurt am Main

## Veröffentlichungen
- Queen of the Artists’ Studios – The Story of Audrey Munson. Art in General, New York 2007, ISBN 978-1-4276-1764-4.
- Footnotes/Fußnoten. documenta 12, 2007.
- Andrea Geyer – Spiral Lands. Chapter 1. Mit einer Einleitung von Janet Catherin Berlo, Walther König, Köln 2008, ISBN 978-3-86560-470-5.
- Andrea Geyer/Sharon Hayes, Kehrer Verlag, Heidelberg, 2010, ISBN 978-3-86828-103-3 (englisch)